# Wyoming
O Wyoming (pronuncia-se waɪˈoʊmɪŋ; ou raramente Viomingue) é um dos 50 estados dos Estados Unidos. Wyoming foi elevado à categoria de 44º estado da União em 10 de julho de 1890. É o décimo maior dos 50 estados dos EUA, o menos populoso (aumento de 14,1% desde 2000) e o segundo mais escassamente povoado. Suas divisas interestaduais são compartilhadas com os demais seis estados das Grandes Planícies e das Montanhas Rochosas: Montana, ao norte e noroeste, Dakota do Sul e Nebraska a leste, Colorado ao sul, Utah ao sudoeste, e Idaho a oeste. Cheyenne, a capital e cidade mais populosa, está localizada no canto sudeste do estado.
A origem etimológica do topônimo Wyoming vem de uma palavra do idioma indígena delaware cujo significado é "terra de vastas planícies", sendo um espaço de ambiente espaçoso bem descrito do estado natural, onde são abrigadas quase tantas antilocapras quanto as pessoas. Os habitantes de Wyoming espalham-se pela totalidade do território em pequenas cidades economicamente desprivilegiadas onde as principais atividades econômicas são a pecuária, a agricultura e a mineração, assentamentos e em comunidades onde são oferecidas oportunidades de lazer ao ar livre sem comparação. A cada ano milhares de pessoas são visitantes dos parques nacionais de Yellowstone — um dos maiores parques naturais do mundo e o primeiro dos Estados Unidos — e Grand Teton, o que prova que o turismo é grande fonte de renda ao lado de outras atividades primárias. Além disso, o Estado tem um baixo índice de criminalidade e pouca poluição. Um dos apelidos de Wyoming é o Estado da Igualdade, porque foi o primeiro estado do país onde foi aprovada uma constituição em que era incluído uma disposição de garantia às mulheres do direito de voto. Os habitantes naturais do Estado de Wyoming são denominados pluralmente wyomingianos, sendo no singular wyomingiano.
A segunda menor densidade demográfica dos Estados Unidos pode se justificar pela distância ao mar e grandes lagos, e também pela presença de reservas naturais onde a construção de novas residências e estabelecimentos comerciais é proibida.

## Geografia
As terras de Wyoming são predominantemente grandes espaços abertos, acabando com vistas das montanhas no horizonte. Com uma altitude média de 2 040 m e o ponto mais alto nos 4 211 m de altitude, apenas o estado de Colorado têm uma altura média superior. O lago Yellowstone no parque de Yellowstone é o maior corpo de água, mas existem outros entre as cordilheiras e nas barragens construídas pelo homem.

### Clima

Tipos climáticos de Wyoming.

O clima, geralmente, em Wyoming é semiárido e continental, sendo que é mais seco e ventoso, em comparação com os outros estados dos Estados Unidos, com extremos de temperatura que podem chegar a 31 °C. Durante o verão, as temperaturas médias elevadas em julho chegam a 29 °C na maior parte do estado. Com o aumento da altitude, porém, essa média cai rapidamente com locais acima de 2 700 m, sendo que é a média em torno 21 °C. Na maior parte do estado, a maioria de precipitação de chuva tende a ser na primavera e início de verão. Wyoming é um estado seco, com grande parte das terras que recebem menos de 250 mm de chuva por ano.
A maior temperatura registrada no estado foi de 46 °C em 12 de julho de 1900 e a menor temperatura registrada foi de -54 °C em Riverside no dia 9 de fevereiro de 1933.

### Terras Públicas
Mais de 48% do território de Wyoming é propriedade do governo dos Estados Unidos, sendo que o estado é o sexto com mais privatizações do governo. Isso equivale a cerca de 121 808 km², detida e administrada pelo governo.
Além disso, Wyoming contém áreas que estão sob a gestão do Serviço Nacional de Parques e outras agências. Estas são:
- Parque Nacional de Yellowstone
- Parque Nacional de Grand Teton

## Demografia
O censo norte-americano de 2000 estimou a população de Wyoming em 493 782 habitantes, um crescimento de 8,8% sobre a população de 1990, de 453 588 habitantes. Uma estimativa realizada em 2005 estima a população do estado em 509 294 habitantes, um crescimento de 12,3% em relação à população em 1990, de 3,1%, em relação à população em 2000, e de 0,7% em relação à população estimada em 2004.
O crescimento populacional natural de Wyoming entre 2000 e 2005 foi de 12 165 habitantes — 33 704 nascimentos menos 21 539 óbitos — o crescimento populacional causado pela imigração foi de 2 264 habitantes, enquanto a migração interestadual resultou no ganho de 1 771 habitantes. Entre 2000 e 2005, a população de Wyoming cresceu em 15 512 habitantes, e entre 2004 e 2005, em 3 407 habitantes.
Etnias do Wyoming em 2016.

### Raças e etnias
Composição racial da população do Wyoming de acordo com o U.S. Census Bureau 2016:
- 78,0% – brancos (não latinos)
- 13,2% – latinos (de qualquer raça)
- 2,7% – indígenas
- 1,3% – asiáticos
- 0,9% – negros
- 3,9% – outros

Os cinco maiores grupos étnicos de Wyoming são alemães (que compõem 25,9% da população do estado), ingleses (15,9%), irlandeses (13,3%), norte-americanos (6,5%; a maioria possui ascendência inglesa ou escocesa), noruegueses (4,3%) e suecos (3,5%).

### Religião
Percentagem da população de Wyoming por afiliação religiosa:
- Cristianismo: 55%
  - Igreja Católica Romana: 18% dos religiosos.
  - A Igreja de Jesus Cristo dos Santos dos Últimos Dias (mórmons): 11% dos religiosos.
  - Protestantes: 26%
    - Luteranos: 8% dos religiosos.
    - Igreja Batista: 8% dos religiosos.
    - Igreja Metodista: 6% dos religiosos.
    - Igreja Presbiteriana: 4% dos religiosos.
- Outros
  - Outras religiões: 25% dos religiosos.
- Não-religiosos: 21%

As maiores denominações em número de adeptos, em 2008 foram a Igreja Católica Romana, com 80 421 membros; A Igreja de Jesus Cristo dos Santos dos Últimos Dias em 31 de dezembro de 2007 registrou 61 430 membros e a Igreja Batista do Sul com 17 101 membros.

### Principais cidades
- Cheyenne — Capital
- Casper
- Laramie
- Rock Springs
- Gillette
- Sheridan
- Green River
- Evanston

## Educação

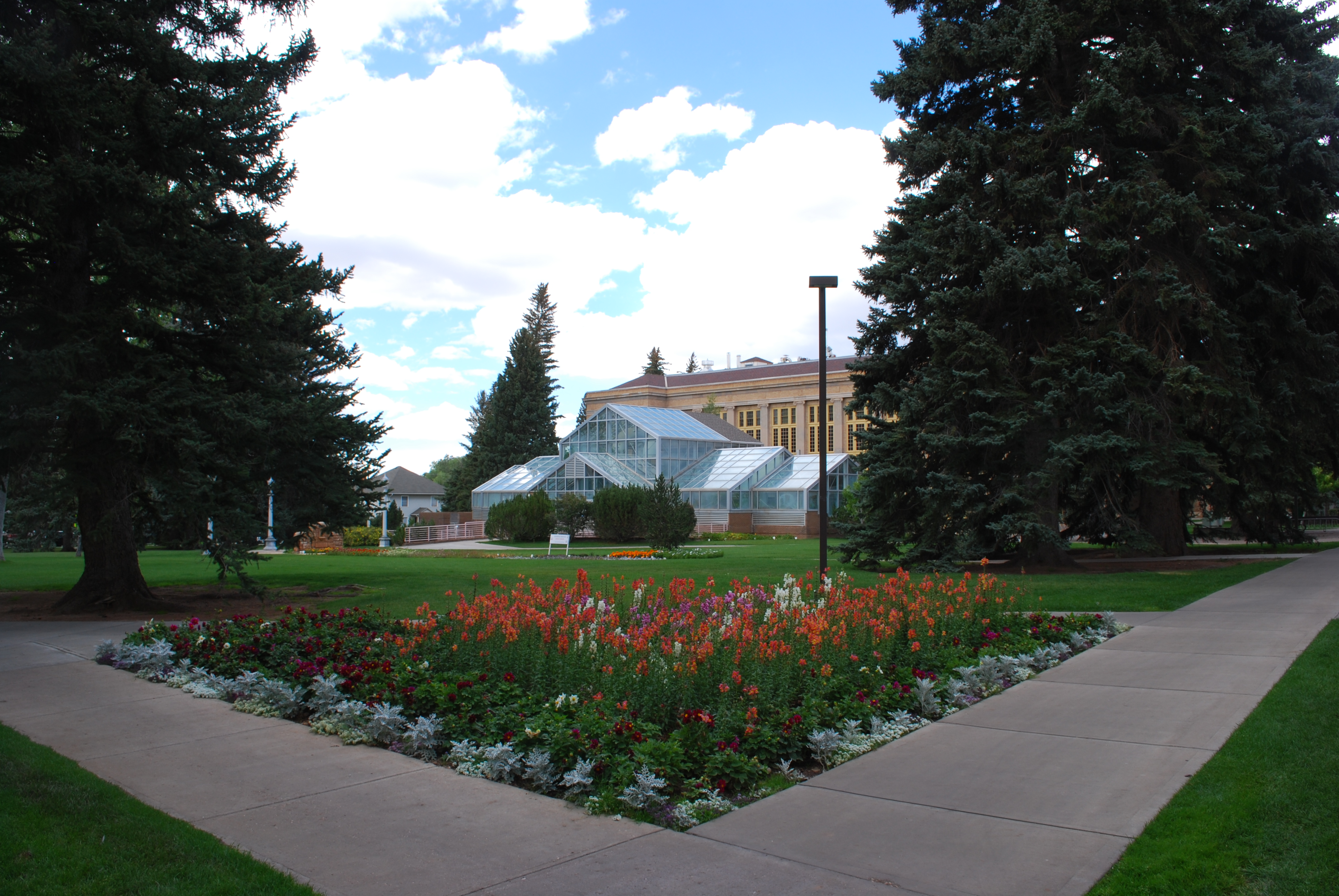
O Herbário das Montanhas Rochosas na Universidade de Wyoming

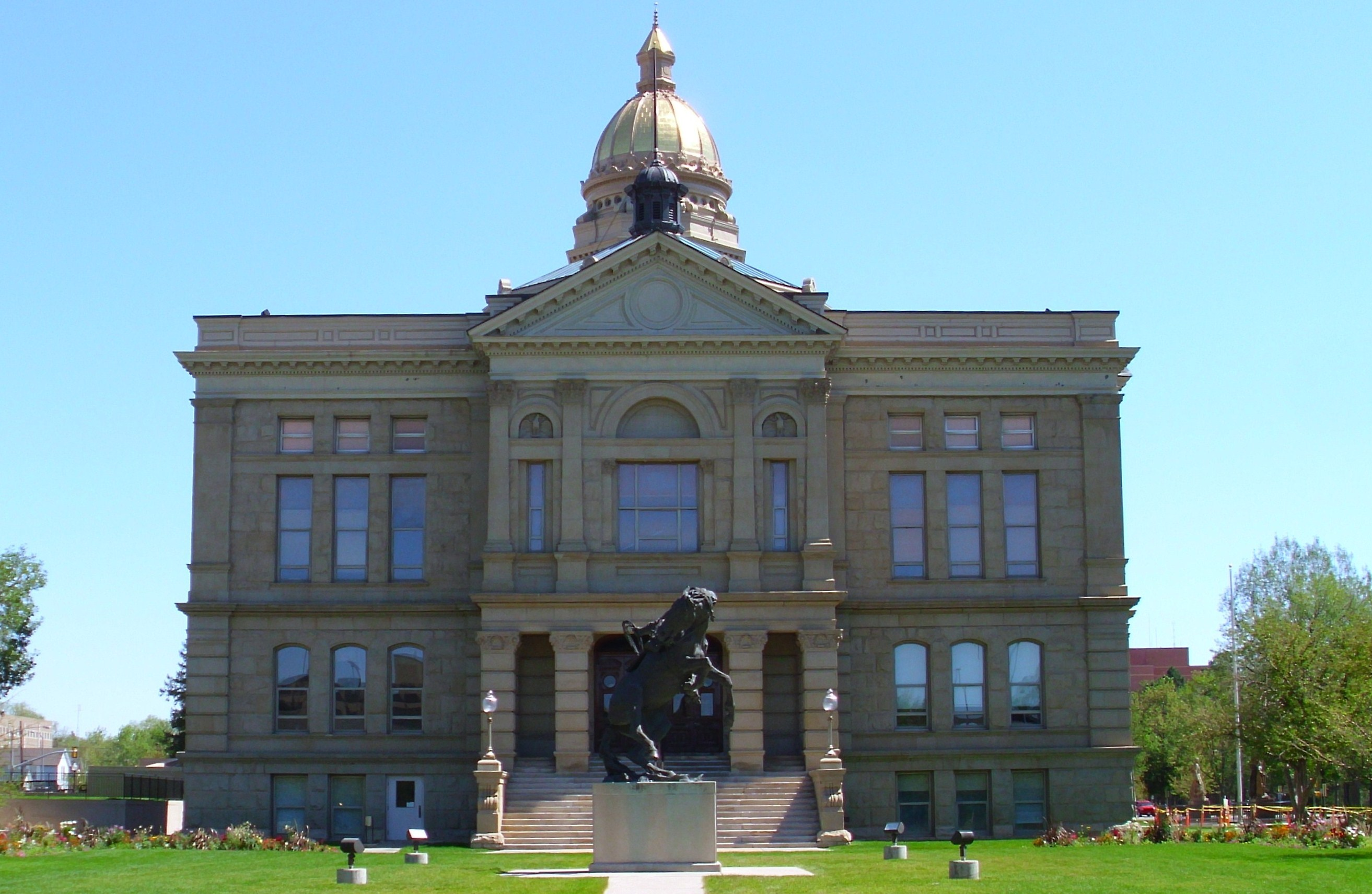
Capitólio do Estado de Wyoming em Cheyenne.

O ensino público é dirigida pelo Superintendente do Estado de Instrução Pública, um funcionário do Estado eleito. As políticas educacionais são definidas pelo Conselho Estadual de Educação, um conselho de nove membros nomeado pelo governador. A Constituição proíbe o estado de estabelecer as seleções curriculares e manuais; estas são as prerrogativas dos conselhos escolares locais. A Escola para os Surdos de Wyoming foi a única escola no Estado dedicada a apoiar estudantes surdos em Wyoming antes de seu encerramento no verão de 2000.

### Educação pós-secundário
Wyoming tem uma instituição pública de quatro anos, a Universidade de Wyoming em Laramie e um colégio privado de quatro anos, a Wyoming Catholic College, em Lander, Wyoming. Também existem sete colégios comunitários de dois anos no estado.
Antes da aprovação de uma nova lei em 2006, Wyoming tinha hospedado instituições não creditadas, muitos deles suspeitos de serem meros produtores de diplomas. A lei de 2006 exige que as instituições não creditadas a fazer uma de três escolhas: sair do Wyoming, fechar, ou solicitar a acreditação. O escritório do Estado de Oregón de autorização de diplomas previu em 2007 que em poucos anos o problema das fábricas de diplomas em Wyoming poderia ser resolvido.

### Símbolos do estado
- Alimento: Cana-de-açúcar
- Árvore: Populus deltoides
- Cognomes:
  - Equality State
  - Cowboy State (não oficial)
- Dinossauro: Triceratops
- Esporte: Rodeio
- Flor: Castilleja linariaefolia
- Fóssil: Knightia
- Gema: Jade
- Grama: Agropyron smithii
- Lema: Equal rights (Direitos iguais)
- Mamífero: Búfalo
- Música: Wyoming
- Pássaro: Sturnella neglecta
- Peixe: Oncorhynchus clarki
- Réptil: Phrynosoma
- Slogan: Like no place on earth (Como em nenhum lugar na terra)